# 出羽国住安光
出羽国住安光（でわのくにすみ やすみつ）は、羽州（現在の北陸地方）の刀工。名鑑漏れの刀工で、郷土資料には江戸時代中期から後期にかけて作刀していたとある。しかし、現存する作は確認されていないためその存在は明らかにはなっていない。
一説には長船安光の末葉との説もあるが、長船安光自体室町の後期で名代が途絶えているため定かではなく、長船後代の安光が備前から出羽に移住したとの記録も残されていない。しかし、吉井川の氾濫後長船一派が日本各地に移住し作刀していることから全く可能性がないとは言い切れない。
北陸地方から東北地方の鍛冶郷土資料には、出羽鍛冶安光の記載が一部ある。しかし、この人物は上古刀期までにさかのぼる為同一人物とは考えにくい。北陸から東北にかけての鍛冶で有名な一派は、舞草（もくさ）、月山（がっさん）、玉造（たまつくり）の三派で中でも舞草派は重要文化財に指定されている作刀もいくつか存在するが、そのいずれも無銘である。また、月山は元々出羽国の一派であるが、江戸期に大阪に移り大阪月山として現代まで続いている。故に大阪月山は新刀期以降で出羽月山は古刀期と判別できる。

## 系譜
出羽国住安光の系譜に関しては、郷土資料に「安光作」「出羽弥隅津」の記載が一部あるのみで出自に関しては不明であるが、新々刀期の「江戸三作」の一人である大慶直胤の実父であるとの記述もあるため、かなり難しいところである。実際、直胤も出羽国の出身であり20代半ばで江戸に出て水心子正秀の門弟になっており短い期間ではあるが、初銘を「次郎安光」と名乗っていた。しかし、その技量凄まじく師である正秀の技量を大きく凌駕し銘を「直胤」と改し、号を「大慶」としている。
とは言えども、これはあくまでも一説の内の一つであり安光が直胤の実父であると言う証拠にはならない。
| スタブアイコン | サブスタブ | この項目は、まだ閲覧者の調べものの参照としては役立たない、人物に関連した書きかけの項目です。この項目を加筆・訂正などしてくださる協力者を求めています（P:人物伝/PJ:人物伝）。 |